# Gorenja Ravan
Gorenja Ravan je naselje v Občini Gorenja vas - Poljane.